# Ostoja Słowińska
Ostoja Słowińska este o arie protejată (sit de importanță comunitară — SCI) din Polonia întinsă pe o suprafață de 32.955,3 ha, integral pe uscat.

## Localizare
Centrul sitului Ostoja Słowińska este situat la coordonatele 54°42′43″N 17°24′00″E / 54.7119°N 17.4001°E.

## Înființare
Situl Ostoja Słowińska a fost declarat sit de importanță comunitară în aprilie 2004 pentru a proteja 2 specii de plante și 19 specii de animale.

## Biodiversitate
Situată în ecoregiunea continentală, aria protejată conține 26 de habitate naturale: Lacuri eutrofice naturale cu vegetație de tip Magnopotamion sau Hydrocharition, Lacuri și iazuri distrofice naturale, Cursuri de apă de la nivel de câmpie la nivel montan, cu vegetație Ranunculion fluitantis și Callitricho-Batrachion, Pajiști cu Molinia pe soluri calcaroase, turboase sau argilos-nămoloase (Molinion caeruleae), Liziere de ierburi înalte hidrofile de câmpie și de nivel montan până la alpin, Fânețe de joasă altitudine (Alopecurus pratensis, Sanguisorba officinalis), Turbării active, Mlaștini oligotrofe degradate, capabile încă de regenerare naturală, Mlaștini turboase de tranziție și turbării mișcătoare, Păduri de fag Luzulo-Fagetum, Păduri de stejar sau de stejar și carpen sub-atlantice și medio-europene de Carpinion betuli, Păduri acidofile de stejar bătrân cu Quercus robur pe câmpii nisipoase, Mlaștini împădurite, Păduri aluvionare cu Alnus glutinosa și Fraxinus excelsior (Alno-Padion, Alnion incanae, Salicion albae), Lagune de coastă, Recifuri, Vegetație anuală la limita mareei, Pășuni atlantice udate de apa mării (Glauco-Puccinellietalia maritimae), Dune mobile cu vegetație embrionară, Dune mobile de-a lungul țărmului cu Ammophila arenaria („dune albe”), Dune de coastă fixe cu vegetație erbacee („dune gri”), Dune fixe decalcificate cu Empetrum nigrum, Dune cu Salix repens ssp. argentea (Salicion arenariae), Dune împădurite din regiunile atlantică, continentală și boreală, Depresiuni intradunale umede, Ape oligotrofe din câmpii nisipoase, cu un conținut foarte redus de minerale (Littorelletalia uniflorae).
La baza desemnării sitului se află mai multe specii protejate:
- plante (2): Linaria loeselii, Luronium natans
- amfibieni (1): triton cu creastă (Triturus cristatus)
- mamifere (5): lupul (Canis lupus), castor (Castor fiber), Halichoerus grypus, vidră de râu (Lutra lutra), marsuin (Phocoena phocoena)
- nevertebrate (3): libelule (Leucorrhinia pectoralis), Ophiogomphus cecilia, Osmoderma eremita
- pești (10): Alosa fallax, avat (Aspius aspius), zvârluga (Cobitis taenia), Lampetra fluviatilis, cicar (Lampetra planeri), țipar (Misgurnus fossilis), săbiță (Pelecus cultratus), Petromyzon marinus, boarță (Rhodeus amarus), somonul (Salmo salar)